# ボクシング世界ライト級王者一覧
ボクシング世界ライト級王者一覧は、以下の団体の世界ライト級王座を獲得した人物を年代順にまとめた一覧表。なお、NYSACはニューヨーク州アスレチックコミッションの略称。
- 世界ボクシング協会（WBA）、1921年に全米ボクシング協会（NBA）として創設。
- 世界ボクシング評議会（WBC）、1963年にWBAと欧州、英連邦、中南米、東洋の地域団体との討議機関として創設。1968年にはWBAと完全に分裂。

| 名前                        | 国籍                                       | 在位期間                              | 認定団体  |
| --------------------------- | ------------------------------------------ | ------------------------------------- | --------- |
| ジャック・マカリーフェ      | グレートブリテンおよびアイルランド連合王国 | 1887年10月29日 - 1894年               | 世界      |
| ジョージ・キッド・レイビン  | アメリカ合衆国                             | 1896年6月1日 - 1899年7月3日           | 世界      |
| フランク・アーン            | スイス                                     | 1899年7月3日 - 1902年5月12日          | 世界      |
| ジョー・ガンス              | アメリカ合衆国                             | 1902年5月12日 - 1904年11月(放棄)      | 世界      |
| ジミー・ブリッド            | アメリカ合衆国                             | 1904年12月20日 - 1905年9月9日         | 世界      |
| バトリング・ネルソン        | デンマーク                                 | 1905年9月 - 1906年9月3日              | 世界      |
| ジョー・ガンス(2期目)       | アメリカ合衆国                             | 1906年9月3日 - 1908年7月4日           | 世界      |
| バトリング・ネルソン(2期目) | デンマーク                                 | 1908年7月4日 - 1910年2月22日          | 世界      |
| アド・ウォルガスト          | アメリカ合衆国                             | 1910年2月22日 - 1912年11月28日        | 世界      |
| ウィリー・リッチー          | アメリカ合衆国                             | 1912年11月28日 - 1914年7月7日         | 世界      |
| フレディ・ウェルシュ        | グレートブリテンおよびアイルランド連合王国 | 1914年7月7日 - 1917年5月28日          | 世界      |
| ベニー・レナード            | アメリカ合衆国                             | 1917年5月18日 - 1925年1月15日(返上)   | 世界      |
| ジミー・グッドリッチ        | アメリカ合衆国                             | 1925年7月13日 - 1925年12月7日         | 世界      |
| ロッキー・カンザス          | アメリカ合衆国                             | 1925年12月7日 - 1926年7月3日          | 世界      |
| サミー・マンデル            | アメリカ合衆国                             | 1926年7月3日 - 1930年7月17日          | NBA・世界 |
| アル・シンガー              | アメリカ合衆国                             | 1930年7月17日 - 1930年11月14日        | 世界      |
| トニー・カンゾネリ          | アメリカ合衆国                             | 1930年11月14日 - 1933年6月23日        | 世界      |
| バーニー・ロス              | アメリカ合衆国                             | 1933年6月23日 - 1935年4月9日(返上)    | 世界      |
| トニー・カンゾネリ(2期目)   | アメリカ合衆国                             | 1935年5月10日 - 1936年9月3日          | 世界      |
| ルー・アンバース            | アメリカ合衆国                             | 1936年9月3日 - 1938年8月17日          | 世界      |
| ヘンリー・アームストロング  | アメリカ合衆国                             | 1938年8月17日 - 1939年8月22日         | 世界      |
| ルー・アンバース(2期目)     | アメリカ合衆国                             | 1939年8月22日 - 1940年5月10日         | NBA・世界 |
| ルー・ジェンキンス          | アメリカ合衆国                             | 1940年5月10日 - 1941年12月19日        | 世界      |
| サミー・アンゴット          | アメリカ合衆国                             | 1941年12月19日 - 1942年11月13日(返上) | 世界      |
| ボー・ジャック              | アメリカ合衆国                             | 1942年12月18日 - 1943年5月21日        | NYSAC     |
| ボブ・モンゴメリー          | アメリカ合衆国                             | 1943年5月21日 - 1943年11月19日        | NYSAC     |
| サミー・アンゴット(2期目)   | アメリカ合衆国                             | 1943年10月27日 - 1944年3月8日         | NBA       |
| ボー・ジャック(2期目)       | アメリカ合衆国                             | 1943年11月19日 - 1944年3月3日         | NBA       |
| ボブ・モンゴメリー(2期目)   | アメリカ合衆国                             | 1944年3月3日 - 1947年8月4日           | NBA       |
| ファン・スリタ              | メキシコ                                   | 1944年3月8日 - 1945年4月18日          | NBA       |
| アイク・ウィリアムス        | アメリカ合衆国                             | 1945年4月18日 - 1951年5月25日         | 世界      |
| ジミー・カーター            | アメリカ合衆国                             | 1951年5月25日 - 1952年5月24日         | 世界      |
| ラウロ・サラス              | メキシコ                                   | 1952年5月24日 - 1952年10月15日        | 世界      |
| ジミー・カーター(2期目)     | アメリカ合衆国                             | 1952年10月15日 - 1954年3月5日         | 世界      |
| バディ・デマルコ            | アメリカ合衆国                             | 1954年3月5日 - 1954年11月17日         | 世界      |
| ジミー・カーター(3期目)     | アメリカ合衆国                             | 1954年11月17日 - 1955年6月29日        | 世界      |
| ウォーレス・バッド・スミス  | アメリカ合衆国                             | 1955年6月29日 - 1956年8月24日         | 世界      |
| ジョー・ブラウン            | アメリカ合衆国                             | 1956年8月24日 - 1962年4月21日         | 世界      |